# Молуккская парусная ящерица
Молуккская парусная ящерица (лат. Hydrosaurus amboinensis) — вид ящериц из семейства агамовых.

## Описание
Общая длина этой ящерицы достигает 110 см, большую часть из которых составляет хвост. Наблюдается половой диморфизм — самцы крупнее самок, которые имеют длину 75—90 см. Окраска тела коричневого цвета с желтоватым или светло-зелёным оттенком, встречаются особи с почти чёрным рисунком. Спина покрыта сетчатым узором. У самцов цвета ярче. На затылке и спине расположен гребень. На хвосте имеются большие кожные складки, напоминающие парус. На плечах также присутствует складка чёрного цвета.

## Образ жизни
Любит заросли растений и леса вдоль рек. Значительную часть жизни проводит на деревьях и кустарниках. Хорошо лазает и хорошо плавает (в этом ей помогает «парус»). При опасности скрывается в воде или под камнями. Всеядна. Питается насекомыми, фруктами, грызунами, мелкими рыбами, яйцами, падалью.

## Размножение
Яйцекладущая ящерица. Половая зрелость наступает в 2 года. Спаривание начинается весной. Период беременности длится 9—11 недель. Во влажном песке самка устраивает гнездо, куда откладывает 10—16 яиц размером 24-26 х 41-44 мм. Через 75—90 дней появляются молодые ящерицы длиной 16—22 см.

## Распространение
Вид распространён на юге Филиппинских островов, островах Новая Гвинея, Сулавеси, Молуккских островах (Индонезия).